# Balantidium coli
Balantidium coli è un grosso protozoo. Ha una lunghezza variabile fra i 50 e gli 80 micrometri. E completamente ricoperto da ciglia corte che a livello del peristoma formano un sistema di membranelle. Il citostoma si apre all'estremità anteriore. Il protozoo è dotato di due vacuoli pulsanti regolatori della pressione osmotica. Il grosso macronucleo nei protozoi è reniforme (negli adulti), il micronucleo si trova spesso nella concavità del primo. B.coli forma cisti sferoidali di 50 - 60 micrometri di diametro, contenenti uno o due protozoi. La riproduzione avviene per divisione binaria trasversale. Si verifica anche un processo sessuato di coniugazione (come per gli altri ciliati).